# You Could Have Been a Lady
«You Could Have been a Lady» (en español: «Pudiste haber sido una dama») es una canción que fue escrita por Erroll Brown y Tony Wilson. Se encuentra en el disco On Record de la banda de rock canadiense April Wine, el cual fue publicado por Aquarius Records en Canadá, por Big Tree Records en EE. UU., ambos en 1972.  Fue lanzado como sencillo en Canadá y Estados Unidos por las mismas compañías en el mismo año y en 1973 por la discográfica Pye Records en el Reino Unido.  El lado B de este sencillo es el tema «Teacher».

## Lanzamiento y recepción
Después del lanzamiento de su primer álbum y del sencillo «Fast Train», la banda intentó entrar al mercado estadounidense con su álbum posterior, On Record, pero este disco no pudo alcanzar su objetivo. Sin embargo, «You Could Been a Lady» si consiguió enlistarse en el Billboard Hot 100 de manera exitosa, haciéndolo en la 32.º posición.
Lo que ocurrió en Canadá con este sencillo fue que «You Could Been a Lady» superó el éxito de su antecesor y logró llegar hasta el 2.º lugar de la lista de los 100 sencillos más populares de la Revista RPM en mayo de 1972, convirtiéndose en la canción de la banda que alcanza la mejor posición en esta lista.

## Lista de canciones

### Lado A
| Side one |                              |                               |          |  |
| N.º      | Título                       | Escritor(es)                  | Duración |  |
| 1.       | «You Could Have Been a Lady» | Erroll Brown / Anthony Wilson | 3:20     |  |

### Lado B
| Side one |           |              |          |  |
| N.º      | Título    | Escritor(es) | Duración |  |
| 2.       | «Teacher» | David Henman | 3:30     |  |

## Formación
- Myles Goodwyn — voz principal y guitarra
- David Henman — guitarra y coros
- Jim Clench — bajo y coros
- Ritchie Henman — batería y percusiones

## Listas
| Año  | País           | Lista             | Posición máxima |
| ---- | -------------- | ----------------- | --------------- |
| 1972 | Canadá         | Revista RPM       | 2.º             |
| 1972 | Estados Unidos | Billboard Hot 100 | 32.º            |